# Enrique De Castro
Enrique De Castro López-Cortijo (conocido como el "cura rojo de Vallecas" o "el cura de los pobres"),  Madrid, 10 de febrero de 1943 - Ibídem, 5 de febrero de 2023, fue un sacerdote y activista social español, referente de la teología de la liberación.

## Biografía
Hijo de un aviador del ejército franquista.
Estudió en el Colegio del Pilar.
Se licenció en Filosofía y Letras en las Universidades de Comillas en Cantabria y Complutense de Madrid, y en Teología por la Universidad de Comillas en Madrid.
Desde su juventud estaba sensibilizado con los problemas sociales como la marginación, la exclusión social, la pobreza y la injusticia en los barrios obreros de Madrid.
La Iglesia católica se encontraba inmersa en una etapa de cambio y renovación tras el Concilio Vaticano II.
En marzo de 1972 fue ordenado sacerdote y solicitó ser destinado a una parroquia del barrio de Vallecas, concretamente a Palomeras, zona donde llegaban muchos migrantes de otras provincias.

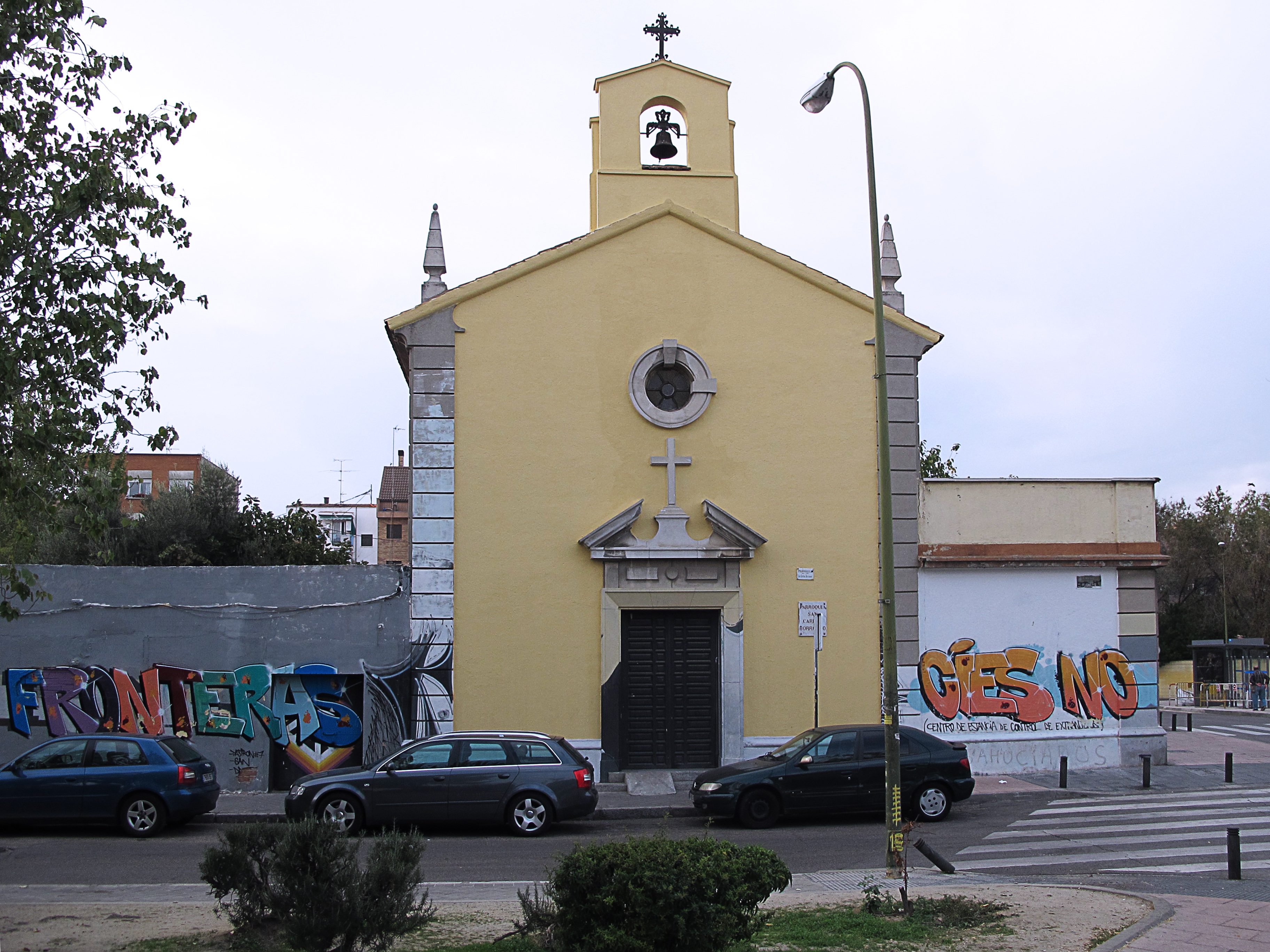
Antigua Parroquia, hoy Centro Pastoral de San Carlos Borromeo - Entrevías (Madrid)

Se integró en el movimiento de curas obreros. Allí participó activamente en la lucha antifranquista por las libertades, la justicia social y el movimiento vecinal en la Coordinadora de Barrios. Participó en la creación de la Escuela sobre Marginación.
Fue objeto de persecución por la Brigada político social de la policía franquista. En 1975 fue detenido y encarcelado en la prisión de Carabanchel.
Con la llegada de la Transición, en la década de los 80 del siglo XX, Enrique De Castro se centró en los jóvenes con problemas de drogodependencia, sobre todo con la heroína. Fue una época en la que el consumo de drogas se extendió por los barrios más humildes de Madrid.
En 1981 se trasladó a la iglesia San Carlos Borromeo, situada en el barrio de Entrevías en Madrid, junto a los sacerdotes Pepe Díaz y Javier Baeza. Allí fundó la asociación Madres Unidas contra la Droga.  
Otro ámbito de su activismo social fue el apoyo a los inmigrantes.
Fue bastante crítico con la jerarquía de la Iglesia Católica. En 2006 el arzobispo Rouco Varela, presidente de la Conferencia Episcopal, anunció el cierre de San Carlos Borromeo, que finalmente no se realizó por la presión vecinal. Se cerró la parroquia y se convirtió en centro pastoral.
Murió a los 80 años como consecuencia de un cáncer.

## Distinciones
Premio Derechos Humanos del Consejo General de la Abogacía Española, en septiembre de 2015. 

## Publicaciones
- Dios es ateo.  Editorial Popular.
- ¿Hay que colgarlos?.  Editorial Popular.
- La fe y la estafa. 2004.  Editorial Popular.[11]